# مبنى السكرتارية (شانديغار)
مبنى السكرتارية في شانديغار (بالهندية: चंडीगढ़ में सचिवालय भवन ؛ بالإنجليزية: Secretariat Building in Chandigarh) هو مبنى حكومي يقع في مدينة شانديغار في البنجاب، الهند. صممه المعمار لو كوربوزييه، وقد تم بناؤه في عام 1953. وهو جزء من مجمع متكامل يحتوي أيضا كل من مبنى المحكمة العليا، وقصر الإجتماعات.

## التصميم
يبلغ طول المبنى 254 متر وارتفاعه 42 متر، وقد جمع الوزارات في جناح مركزي. ويشبه تصميمه بشكل عام المبنى السكني الضخم في مرسيليا Unite d'Habitation، مع وجود بعض الاختلافات بينهما. تغطي واجهة المبنى واجهة ستارية ضخمة من كاسرات الشمس ذات تقسيمات متعددة القياسات والتنظيم تتبع نظاما دقيقا يعتمد على النظام القياسي الذي طوره لو كوربوزييه، المعروف باسم المودولور. ويستمر ذلك الجدار التاري من كاسرات الشمس على كامل الواجهة باستثناء الأماكن التي تعترضها كتل بارزة تحتوي الأدراج أو المنحدرات التي تصل بين المستويات المختلفة للمبنى.
ومنذ أن بدأ باعداد دراساته لهذا المبنى والمباني الأخرى في شانديغار، استدعى لو كوربوزييه إلى الهند ابن عمه بيير جانيريه الذي أشرف بكثير من الدقة على كل الأبنية التي صممها لوكوربوزييه، الذي غالبا ما كان يعلن، أن تنفيذ الأبنية يحترم بدقة التصاميم التي وضعت في باريس. وقد تجلت في هذا المشروع المزاوجة بين الثقافة المعمارية الغربية والشرقية، وأساليب التلاؤم مع المعطيات البيئية والمناخية للموقع الجغرافي في جبال الهيمالايا، إضافة إلى أولى تجاربه باللدائن (المواد البلاستيكية).

## معرض صور

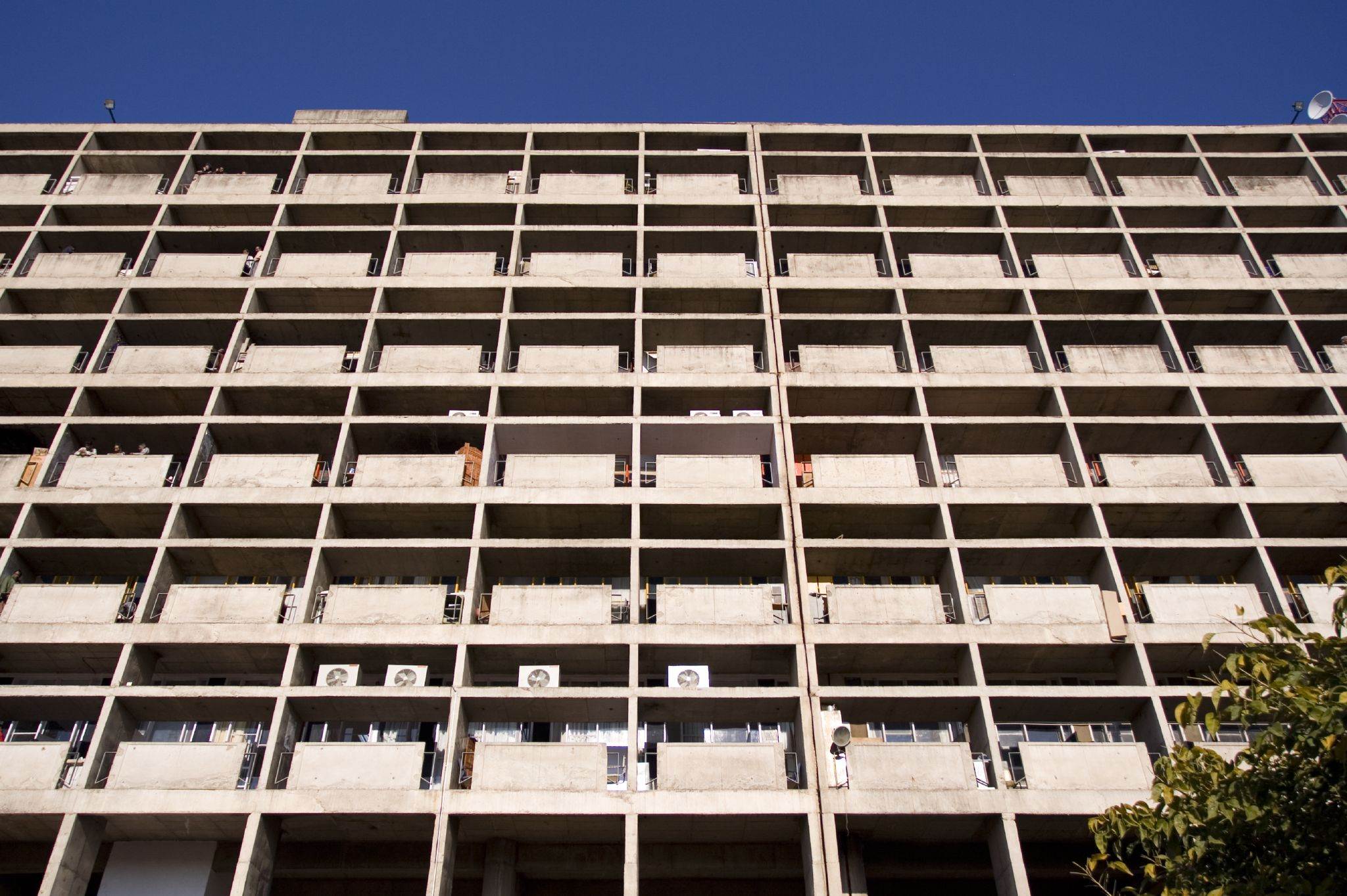
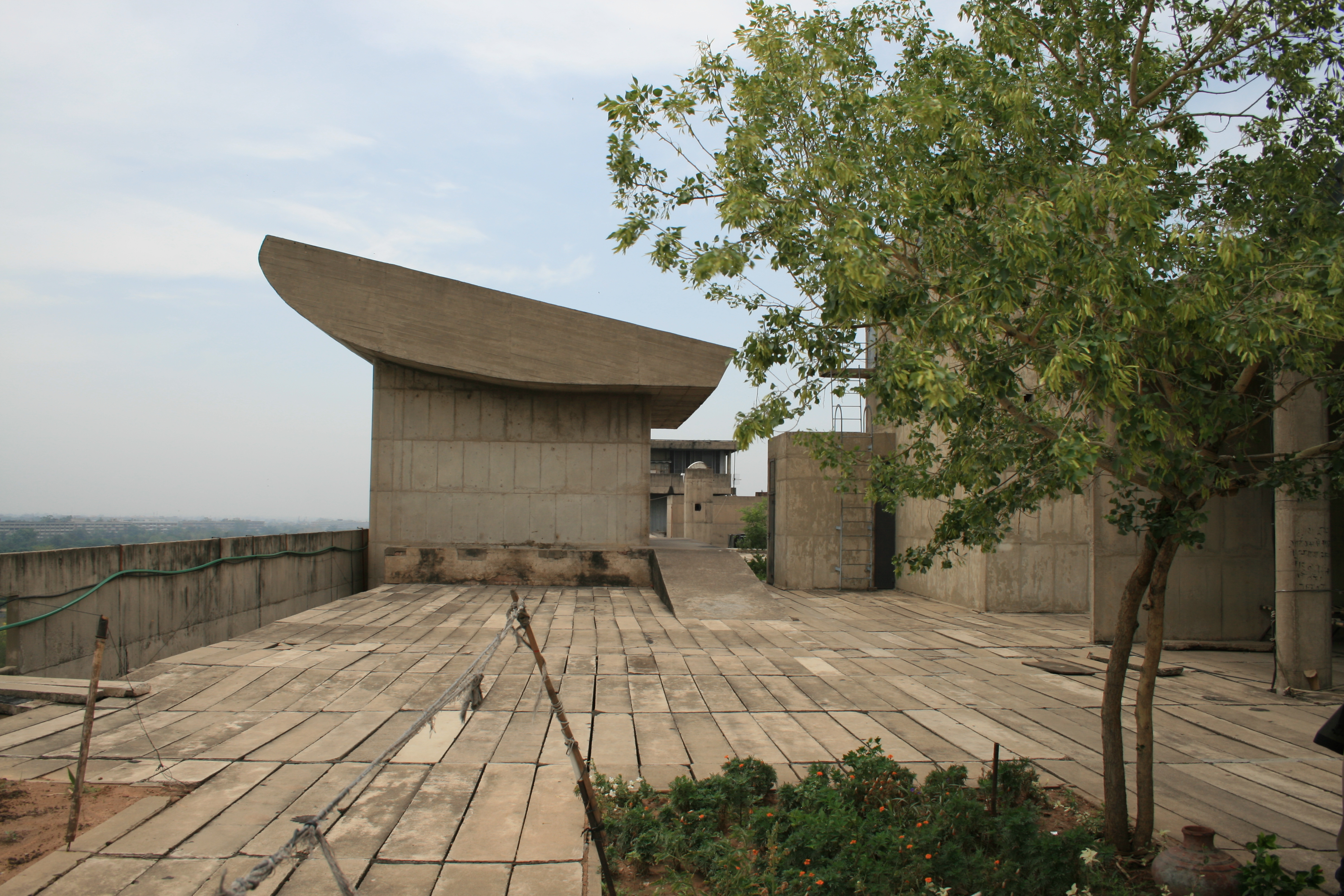
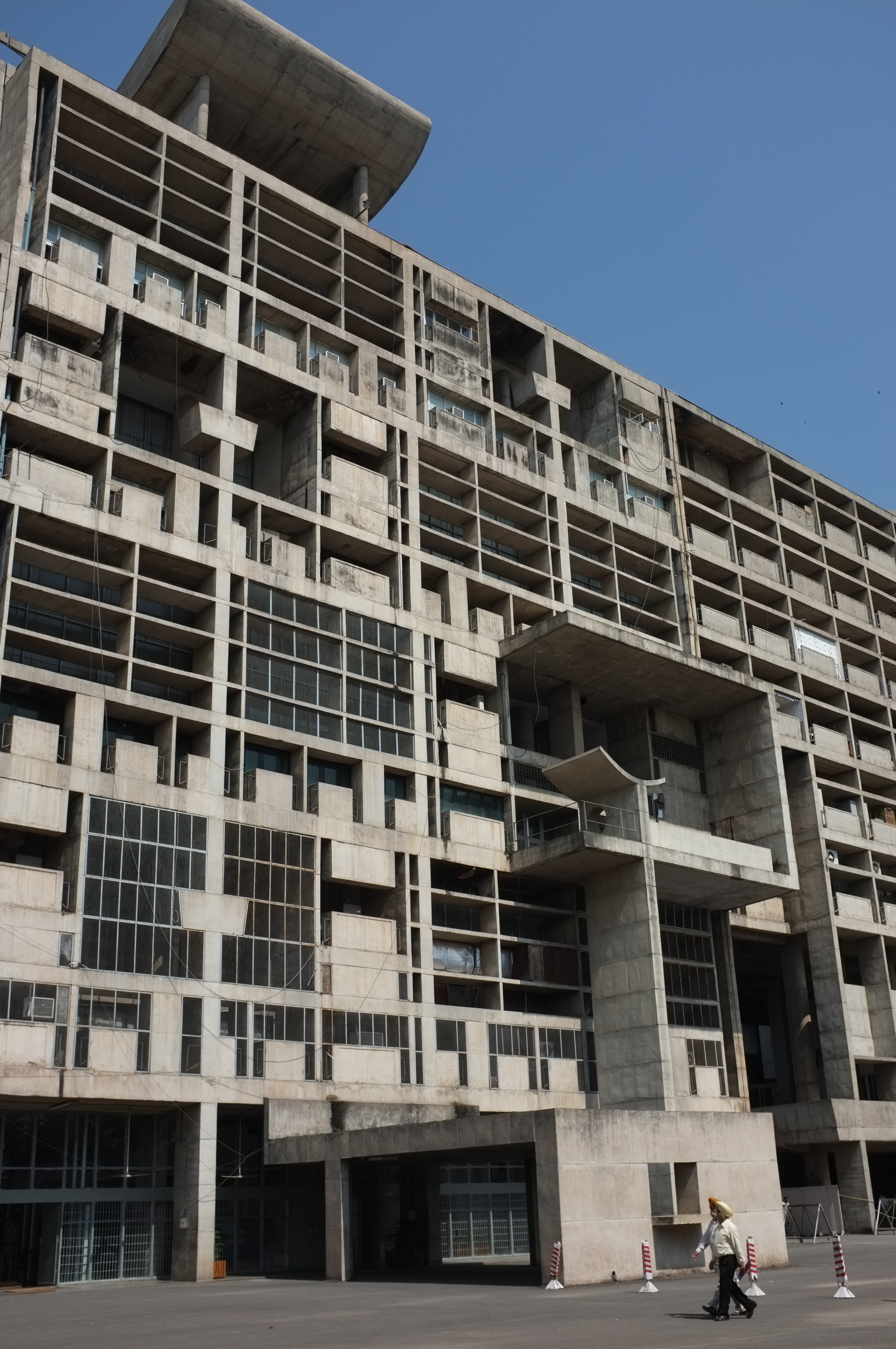

## وصلات خارجية
- مؤسسة لو كوربوزييه نسخة محفوظة 8 يناير 2014 على موقع واي باك مشين.
- كوربو في أحمد أباد نسخة محفوظة 21 فبراير 2013 at Archive.is